# Gama astronomija
Gama astronomija koristi za promatranje svemira gama zračenje za otkrivanje najaktivnijih zakutka svemira, primjerice pulsare, kvazare i crne rupe. Radi se o zračenju najkraćih valnih duljina i najveće energije. Nijedna zvijezda ili oblak plina nije dovoljno vruća da isijava u tom dijelu spektra. Umjesto toga gama zrake stvaraju radioaktivni atomi u svemiru, subatomske čestice koje se sudaraju brzinama bliskim brzini svjetlosti, te anihilacija materije i antimaterije. Gama astronomija još je uvijek u povojima, pa je još mnogo izvora ovog energetskog zračenja koje valja prepoznati. Čak i najdulje gama zrake, na granici s rendgenskim, imaju valne duljine manje od atoma. Donje granice za valnu duljinu gama zrake nema: najkraće koje su ikad zabilježene bilijardu su puta kraće od obične vidljive svjetlosti. Takve kratke gama zrake vrlo su rijetke, jer u svemiru nema mnogo energetskih izvora koji bi ih mogli stvoriti. Sve gama zrake iz svemira upije Zemljina atmosfera.
Mjerni instrumenti za opažanje postavljaju se na satelite jer atmosfera upija zračenja. Prva mjerenja izvela je svemirska letjelica OSO-3 (eng. Orbiting Solar Observatory 3) 1968., dok je 1972. SAS-2 (eng. Small Astronomy Satellite 2) ustanovio gama zračenje u dva pulsara, te u prvog otkrivenog kvazara. Izvori zračenja površinski su ili lokalizirani. Zračenje površine neba pristiže najjače iz smjera galaktičke ravnine, a nastaje pri sudaranju čestica kozmičkih zraka s međuzvjezdanim plinom. Među lokaliziranim izvorima nalaze se međuzvjezdani molekularni oblaci, te kompaktni objekti, to jest neutronske zvijezde i crne rupe (ove u bliskim dvojnim sustavima), gama-bljeskovi te posebno kvazari i druge aktivne galaktike.

## Povijest
Pojavom umjetnih satelita javila se mogućnost promatranja iznad površine Zemlje, pa su počela promatranja u drugim područjima elektromagnetskog spektra. Slučajno otkriće snažnog kozmičkog zračenja u rendgenskom i gama području, do kojeg je došlo u špijunskom traganju za nuklearnom aktivnošću na Zemlji, iz temelja je promijenilo naše poimanje svemira. Provale tajanstvenog svemirskog gama zračenja otkrivene su krajem 1960-tih godina sustavom satelita VELA, koje je Ministarstvo obrane SAD-a lansiralo s ciljem da pretražuju svemir glede otkrivanja eventualnih sovjetskih svemirskih nuklearnih detonacija, posebice s tamne strane Mjeseca. Interesantno, ali Hladni rat je eto unaprijedio znanost. Sovjeti naime takve pokuse nisu nikada proveli, ali je umjesto njih otkrivena nova astronomska pojava u obliku pravih provala zračenja iz udaljenih svemirskih prostranstava.
Dok se prije smatralo da su izvori zračenja u svemiru gotovo isključivo termički uravnoteženi objekti poput zvijezda, postojanje snažnih izvora visokoenergijskog zračenja, pokazalo je da postoje objekti i procesi neke nove vrste. U usporedbi s kozmičkim gama zračenjem, kozmičko rendgensko zračenje je većeg toka (broj fotona po jedinici površine u jedinici vremena), može prolaziti kozmološke udaljenosti (vide se i najudaljeniji objekti), te se može pod određenim uvjetima fokusirati pa je najprije procvala rendgenska astronomija. Tako je gama područje ostalo posljednji elektromagnetski prozor u svemir koji treba otvoriti.

## Područja gama astronomije
Gama zračenje iz svemira obuhvaća veći dio spektra nego sva ostala zračenja zajedno - čak 16 redova veličine, od 104 eV do 1020 eV. Tako veliki energijski raspon zahtijeva vrlo različite mjerne instrumente i detekcijske tehnike. Uobičajena je zato podjela gama spektra na podpodručja:
- gama astronomija niske energije: od 100 keV do 100 MeV
- gama astronomija visoke energije: od 100 MeV do 100 GeV
- gama astronomija vrlo visoke energije: od 100 GeV do 100 TeV
- gama astronomija ultra visoke energije: od 100 TeV do 100 PeV
- gama astronomija ekstremno visoke energije: više od 100 PeV

### Gama sateliti
Gama zračenje niskih i visokih energija (od 100 keV do 100 GeV) detektira se instrumetima smještenim na satelite. Prvi gama-sateliti bili su SAS-2 (1973.) i COS-B (1975. − 1982.). Izuzetno značajni pomak donio je EGRET (engl. Energetic Gamma Ray Experiment Telescope) smješten na satelitu CGRO (engl. Compton Gamma Ray Observatory) koji je bio aktivan od 1991. do 2000. U novije vrijeme aktivni su sateliti INTEGRAL (lansiran 2002.), SWIFT (lansiran 2004.) te još nekoliko manjih satelita koji su nedavno lansirani ili tek trebaju biti lansirani. Ipak, najviše nade polaže se u satelit FERMI (engl. Fermi Gamma-ray Space Telescope) koji je lansiran 2008. 
Osnovni elementi gama-detektora na satelitima su: 
- komora na iskre u kojoj se opažaju tragovi elektron−pozitron para koji je stvoren primarnim gama fotonom (gama fotoni energije ispod 1 MeV ne mogu stvarati elektron-pozitron parove, zato u tom području koristi takozvani Comptonov teleskop),
- kristal natrij-jodida koji služi kao kalorimetar u kojem se apsorbira energija elektron−pozitron para, te
- takozvani veto-detektor koji detektira prolaz nabijene čestice i omogućava da se takvi događaji odbace.

Nabijene čestice su kozmičke zrake koje su 10 000 puta učestalije od kozmičkih gama fotona. Satelit FERMI je, kao predstavnik nove generacije gama satelita, umjesto komore na iskre, opremljen segmentiranim silicijskim detektrorom (engl. silicon strip detector). Osnovna karakteristika satelitskih gama-detektora je relativno mala detekcijska površina (do 1 m2). S obzirom na to da tok kozmičkog zračenja (broj fotona po jedinici površine u jedinici vremena) naglo opada s energijom (proporcionalan je s e−2,7) sateliti imaju gornji energijski prag od približno 20 GeV. Satelit FERMI je taj prag podigao na 300 GeV.

### Pljuskovi čestica u atmosferi
Gama zračenje vrlo visokih energija (od 100 GeV do 100 TeV) detektira se indirektnim metodama pomoću instrumenata smještenih na površini Zemlje. U tom energijskom području gama fotoni imaju dovoljnu energiju da pri ulasku u Zemljinu atmosferu izazovu elektromagnetski pljusak sekundarnih čestica: elektrona, pozitrona i fotona. Takvi pljuskovi nastaju tipično na visinama oko 20 km i mogu se protezati od par kilometara pa sve do površine Zemlje. Slične pljuskove izaziva i kozmičko zračenje (nabijene atomske jezgre od protona do željeza) čija je učestalost veća 10 000 puta. Takve pljuskove zovemo hadronskim pljuskovima i oni osim elektrona i fotona sadrže još i pione, mione, protone, neutrone i druge čestice. 
Problem je s nabijenim primarnim česticama (kozmičkim zračenjem) što skreću u galaktičkom i međugalaktičkom magnetskom polju na svojemu putu od izvora do Zemlje. Zato se ne mogu povezati s izvorom. S druge strane, gama zračenje putuje bez otklona u magnetskom polju i može se povezati s izvorom. 
I hadronski i gama pljuskovi u atmosferi sadrže mnoštvo nabijenih čestica koje se kroz zrak gibaju brzinom većom od brzine svjetlosti u zraku (koja je c/n gdje je n indeks loma za zrak). Takve čestice stvaraju takozvano Čerenkovljevo zračenje, što je elektromagnetska analogija zvučnog udara koji nastaje kad na primjer supersonični avion probija zvučni zid. Čerenkovljevo zračenje pojedinog pljuska u atmosferi ima pogodne karakteristike za indirektnu detekciju kozmičkog gama zračenja − vrlo je kratkotrajno i jako usmjereno.

### Čerenkovljevi teleskopi
Čerenkovljevo zračenje danas ima veliku primjenu u visokoenergijskoj fizici, a nosi naziv prema ruskom fizičaru P.A. Čerenkovu koji ga je otkrio i za to dobio Nobelovu nagradu za fiziku 1958. Početkom 60-ih godina javila se ideja da se Čerenkovljevo zračenje, koje stvaraju pljuskovi u atmosferi, izazvani upadom kozmičkog zračenja, iskoristi za indirektnu detekciju gama fotona iz svemira. To je bio začetak ideje gama astronomije. Bilo je potrebno trideset godina usavršavanja detekcijskih tehnika i teleskopa da se pouzdano detektira prvi visokoenergijski gama izvor. Čerenkovljev teleskop sastoji se od segmentiranog zrcala koje reflektira Čerenkovljevu svjetlost u kameru sastavljenu od fotomultiplikatora. Elektronika kojom se digitalizira signal mora biti vrlo brza, jer Čerenkovljeva svjetlost iz jednog pljuska dolazi u vrlo kratkom pulsu trajanja svega par nanosekundi.
Tehnika detekcije koja je omogućila lociranje prvog visokoenergijskog gama izvora i nagli razvoj visokoenergijske gama astronomije, temelji se na analizi slika (engl. imaging) koje Čerenkovljeva svjetlost iz pljuskova stvara u kameri teleskopa. Najvažniji teleskop druge generacije Čerenkovljevih teleskopa bio je teleskop HEGRA na kanarskom otoku La Palmi. HEGRA je zapravo bio sustav od 5 teleskopa kojim je po prvi put uvedena tehnika stereo (dva ili više teleskopa promatraju isti pljusak u atmosferi i događaj se prihvaća ako su ga istovremeno opazila barem dva teleskopa) opažanja 1997. Ta je tehnika omogućila daljnja poboljšanja karakteristika Čerenkovljevih teleskopa i time otkrića mnogih novih izvora. HEGRA je bila aktivna do 2003., nakon čega su dva njezina teleskopa dopremljena u Institut “Ruđer Bošković” u Zagrebu. Ta dva teleskopa bit će baza budućeg opservatorija CROATEA (engl. Cosmic Ray Observatory at the Eastern Adriatic), čime će se Hrvatska uključiti u mali broj zemalja koje se suvereno bave visokoenergijskom astrofizikom čestica. Treća generacija Čerenkovljevih teleskopa u fazi je dovršetka i probnog rada. Čine ju teleskopi: MAGIC na La Palmi, H.E.S.S. u Namibiji, VERITAS u Arizoni, te CANGAROO III u Australiji.

### Ostali detektori kozmičkog gama zračenja smješteni na površini Zemlje
Kozmičko zračenje najviših energija (više od 100 TeV) detektira se indirektnim metodama s površine Zemlje, no u tom je energijskom području teško razlučiti primarne game od nabijenih čestica, pa tako ne postoje utvrđeni izvori i područje nema status astronomije. Pljuskovi čestica u atmosferi koje stvaraju kozmičke zrake najviših energija protežu se do površine Zemlje, pa je osim Čerenkovljevog zračenja moguće detektirati sekundarne čestice (mione, elektrone, hadrone) detektorima na površini Zemlje kao npr. u eksperimentu KASKADE u Karlsruheu. Za detekciju kozmičkog zračenja najviših energija (oko 1020 eV) potrebni su detektori koji pokrivaju ogromne površine. Najveći takav eksperiment danas je opservatorij Pierre Auger u Argentini, koji je završen 2008., a čiji detektori su rasprostranjeni na čak 3000 km2. Opservatorij Pierre Auger koristi Čerenkovljevo zračenje za detekciju, ali ne ono koje nastaje u atmosferi, nego Čerenkovljevo zračenje koje u posebnim rezervoarima vode stvaraju sekundarne čestice koje dospijevaju do površine Zemlje. Prvi rezultati pokazuju da bi događaji najviših energija (čak 1021 eV) mogli biti izazvani upadom primarnog gama fotona.

### Galaktički izvori kozmičkog gama-zračenja
Prvi pouzdano detektirani visokoenergijski gama izvor bila je Maglica Rakovica, 1989. godine, otkrivena Čerenkovljevim teleskopom Whipple smještenim u Arizoni. Rakova Maglica udaljena je od nas 6 500 svjetlosnih godina. To je ostatak supernove čija su eksploziju 1054. zabilježili kineski astronomi kao iznenadnu pojavu nove, vrlo sjajne zvijezde na nebu. Eksplozija supernove je završni stadij u evoluciji vrlo masivne zvijezde. Udarni val koji pri eksploziji nastaje širi se u okolni prostor još dugi niz godina. Nabijene čestice u udarnom valu bivaju ubrzane praktički do brzine svjetlosti. Elektroni mogu doseći energije i do 100 TeV (masa mirovanja im je samo 0,5 MeV), pa ih zovemo ultrarelativističkim elektronima. Takvi elektroni koji na svom putu nalete na niskoenergijske fotone (na primjer mikrovalno pozadinsko zračenje koje je sveprisutno) mogu fotonima predati veliki dio svoje energije stvarajući tako gama zračenje visokih i vrlo visokih energija. Ovaj se proces zove inverzno Comptonovo raspršenje i glavni je izvor visokoenergijskog gama zračenja koje emitiraju ostaci supernova. 
Rakova maglica najjači je galaktički izvor čiji je nepromjenjivi tok visokoenergijskog gama zračenja dobro utvrđen tako da je izvor dobio status takozvane standardne svijeće. Svaki Čerenkovljev teleskop na sjevernoj polutki povremeno promatra Rakovu maglicu. Jedinica za tok visokoenergijskog gama zračenja dobila je po Rakovoj maglici naziv crab. Osim Rakove maglice danas su poznati i drugi ostaci supernova. U njihovim središtima obično se nalaze pulsari, brzorotirajuće neutronske zvijezde koje ostaju nakon eksplozija supernova. Pulsari su ekstremni objekti čija brzorotirajuća snažna polja također uzrokuju ubrzavanje nabijenih čestica do vrlo visokih energija. Pulsari ponekad emitiraju i jednu vrstu svemirskih bljeskova gama zraka. Ostaci supernova i pulsari su galaktički izvori visokoenergijskog gama zračenja, što znači da su smješteni unutar naše galaktike.

### Izvangalaktički izvori kozmičkog gama zračenja
Nakon što je osjetljivost atmosferskih Čerenkovljevih teleskopa dosegla dovolju granicu, 1992. detektiran je i prvi izvangalaktički izvor visokoenergijskog gama zračenja, Markarijan 421, aktivna galaktička jezgra udaljena od nas oko 500 milijuna svjetlosnih godina. 1995. otkriven je na drugom dijelu neba i drugi izvor, Markarian 501 na sličnoj udaljenosti. Oba izvora otkrivena su teleskopom Whipple. Do danas je poznato oko 10 takvih izvora, a uskoro se očekuje veliki porast broja otkrića s obzirom na to da treća generacija Čerenkovljevih teleskopa upravo počinje s radom. 
Gotovo sve aktivne galaktičke jezgre koje su izvori visokoenergijskog gama zračenja su blazari. Osnovna karakteristika blazara je brza promjenjivost toka zračenja u širokom spektru valnih duljina, od radio valova do visokoenergijskih gama. Vremenska promjena toka može biti reda veličine sata, što znači da je veličina objekta reda veličine svjetlosnog sata − manje od veličine Sunčevog sustava. S druge strane, masa aktivne galaktičke jezgre iznosi par stotina milijuna masa Sunca što znači da se radi o izuzetno kompaktnom objektu. Postoji više teorija o prirodi takvih objekata, no objašnjenje koje ima neusporedivo najviše izgleda da bude točno jest da se u središtima aktivnih galaktičkih jezgara nalaze supermasivne crne rupe. Vjerojatno se u središtima svih galaktika, pa i u našoj, nalaze supermasivne crne rupe, ali je akrecija (akrecija je prirast mase svemirskog tijela, pojava pri kojoj zbog snažne gravitacije postoji tok tvari iz okoline prema tom tijelu. Zbog zakona očuvanja kutne količine gibanja formira se takozvani akrecijski disk, pa jezgra takve galaktike nije aktivna. Aktivna galaktička jezgra sastoji se od supermasivne crne rupe, akrecijskog diska i dva ultrarelativistička mlaza na osi rotacije. Kod blazara je jedan od mlazova usmjeren prema nama. 
Druga vrsta izvangalaktičkih izvora gama zračenja su svemirski bljeskovi gama zračenja (engl. GRB − gamma ray burst). Njihove su energije uglavnom u području dostupnom satelitima, no nova generacija Čerenkovljevih teleskopa niskog energijskog praga (desetak GeV) mogla bi dati značajan doprinos istraživanju ovih pojava. Teleskop MAGIC na La Palmi konstruiran je tako da vrlo brzo može reagirati na dojavu o svemirskim bljeskovima gama zračenja i usmjeriti svoju aktivnost u taj dio neba. Samo mali dio erupcija gama zračenja dolazi s pulsara i mehanizam njihovog nastanka je više-manje poznat. Međutim, svemirski bljeskovi gama zračenja izvangalaktičkog podrijetla s pravom nose epitet najsjajnijih i najtajanstvenijih pojava u svemiru.

### Budućnost gama-astronomije
Nova, treća generacija Čerenkovljevih teleskopa (MAGIC, HESS, VERITAS i CANGAROO-III) u završnoj je fazi izgradnje. Neki su teleskopi već dovršeni, te su počeli s opažanjima, a ostali će biti dovršeni u idućih nekoliko godina. Satelit FERMI, prvi iz nove generacije gama-satelita, je lansiran 2008. 
Iz povijesti znanosti poznato je da je dosad svaka radikalno nova vrsta znanstvenih instrumenata donosila nove znanstvena otkrića. Zato se opravdano vjeruje da će nova generacija detektora kozmičkog gama zračenja u idućih deset godina donijeti mnoge nove spoznaje i otkriti nam novu, zasad nepoznatu fiziku.

### Sunčeve baklje
Sunčeva baklja (engl. solar flare) je velika eksplozija u Sunčevoj atmosferi, koja može osloboditi oko 6 × 1025 džula energije,a to je oko 1/6 ukupne energije koja otiđe sa Sunca svake sekunde). Sunčeve baklje utječu na sve slojeve Sunčeve atmosfere (fotosfera, kromosfera i korona), grije plazmu do 10 milijuna Kelvina i ubrzava elektrone, protone i teške ione skoro do brzine svjetlosti. Stvara elektromagnetsko zračenje na svim valnim duljinama, od radio valova do gama-čestica. Većina Sunčevih baklji se pojavljuje u aktivnim područjima oko Sunčevih pjega, gdje snažno magnetsko polje prolazi fotosferu i povezuje se s koronom. Snagu dobiva iznenada (traje minutu do desetak minuta) oslobađanjem magnetske energije iz korone. Ako su Sunčeve baklje izuzetno snažne, one mogu uzrokovati koronalno izbacivanje mase.
X-zrake i UV zračenje koje emitiraju Sunčeve baklje, mogu utjecati na Zemljinu ionosferu i ometati veliki opseg radiokomunikacija. Direktne emisije Sunčevih baklji na decimetarskim valnim duljinama mogu ometati rad radara i ostalih uređaja koji rade na tim frekvencijama.